# 金在妍
金在妍（1980年10月30日—），是大韓民國的女性政治人物和前活動家，自2024年起擔任進步黨常務代表，曾于2020年至2022年担任同一职务，也曾在2012年至2014年間擔任韩国国会比例代表制議員。
她曾是一位活動家，領導各種社會活動，因經歷與女性運動家李正姬相似，常被稱為「另一個李正姬」，亦因為其親北韓觀點經常遭受批評。
2021年9月3日，金在妍成為代表進步黨參選2022年韓國總統選舉的候選人，僅得37,366票落選。